# Danh sách di sản văn hóa Tây Ban Nha được quan tâm ở tỉnh Sevilla
Danh sách di sản văn hóa Tây Ban Nha được quan tâm ở Sevilla (tỉnh), Tây Ban Nha.

## Di tích theo thành phố

### A

#### Alanís
| Tên                                    | Dạng    | Địa điểm | Tọa độ                                        | Số hồ sơ tham khảo? | Ngày nhận danh hiệu? | Hình ảnh                                                                   |
| -------------------------------------- | ------- | -------- | --------------------------------------------- | ------------------- | -------------------- | -------------------------------------------------------------------------- |
| Nhà thờ Nuestra Señora Nieves (Alanis) | Di tích | Alanís   | 38°02′13″B 5°42′56″T / 38,037069°B 5,715608°T | RI-51-0004576       | 01-02-1982           | Iglesia Parroquial de Nuestra Señora de las Nieves (Alanis) · Upload image |
| Lâu đài (Alanis Sierra)                | Di tích | Alanís   | 38°02′06″B 5°42′56″T / 38,035014°B 5,71558°T  | RI-51-0008099       | 22-06-1993           | Castillo (Alanis de la Sierra) · Upload image                              |

#### Albaida del Aljarafe
| Tên                                  | Dạng    | Địa điểm             | Tọa độ                                        | Số hồ sơ tham khảo? | Ngày nhận danh hiệu? | Hình ảnh                                                    |
| ------------------------------------ | ------- | -------------------- | --------------------------------------------- | ------------------- | -------------------- | ----------------------------------------------------------- |
| Tháp don Fadrique (Albaida Aljarafe) | Di tích | Albaida del Aljarafe | 37°25′00″B 6°10′00″T / 37,416667°B 6,166667°T | RI-51-0008100       | 22-06-1993           | Castillo. Torre Mocha o torre de D. Fadrique · Upload image |

#### Alcalá de Guadaíra
| Tên                                          | Dạng                              | Địa điểm                               | Tọa độ                                         | Số hồ sơ tham khảo? | Ngày nhận danh hiệu? | Hình ảnh                                                     |
| -------------------------------------------- | --------------------------------- | -------------------------------------- | ---------------------------------------------- | ------------------- | -------------------- | ------------------------------------------------------------ |
| Lâu đài Alcalá Guadaíra                      | Di tích Kiến trúc quân sự Lâu đài | Alcalá de Guadaíra                     | 37°20′08″B 5°51′19″T / 37,3355675°B 5,855166°T | RI-51-0000265       | 04-04-1924           | Castillo de Alcalá de Guadaíra · Upload image                |
| Lâu đài Marchenilla Recinto và Castillo      | Di tích Kiến trúc quân sự Lâu đài | Alcalá de Guadaíra                     | 37°19′17″B 5°48′44″T / 37,321353°B 5,812198°T  | RI-51-0000906       | 03-06-1931           | Castillo de Marchenilla · Upload image                       |
| Gandul (despoblado)#palacio Marqueses Gandul | Di tích Kiến trúc dân sự          | Alcalá de Guadaíra Gandul (despoblado) | 37°19′47″B 5°47′18″T / 37,329662°B 5,788199°T  | RI-51-0008106       | 22-06-1993           | Palacio de Gandul · Upload image                             |
| Recinto Amurallado Alcalá Guadaíra           | Di tích Kiến trúc phòng thủ       | Alcalá de Guadaíra                     | 37°20′08″B 5°51′22″T / 37,335655°B 5,856002°T  | RI-51-0008101       | 22-06-1993           | Recinto Amurallado de Alcalá de Guadaíra · Upload image      |
| Tháp Membrilla                               | Di tích                           | Alcalá de Guadaíra                     | 37°15′52″B 5°40′22″T / 37,264379°B 5,672845°T  | RI-51-0011868       | 25-06-1985           | Torre de la Membrilla · Upload image                         |
| Tháp Molino Algarrobo                        | Di tích                           | Alcalá de Guadaíra                     | 37°19′58″B 5°50′41″T / 37,332711°B 5,844753°T  | RI-51-0011869       | 25-06-1985           | Torre del Molino del Algarrobo · Upload image                |
| Tháp Molino Realaje                          | Di tích                           | Alcalá de Guadaíra                     | 37°20′31″B 5°51′25″T / 37,341855°B 5,856869°T  | RI-51-0008102       | 22-06-1993           | Torre del Molino de Realaje · Upload image                   |
| Nghĩa địa Dolménica Alcores Gandul           | Khu khảo cổ                       | Alcalá de Guadaíra Gandul (despoblado) | 37°20′41″B 5°46′20″T / 37,344847°B 5,77227°T   | RI-55-0000038       | 03-06-1931           | Necrópolis Dolménica de los Alcores de Gandul · Upload image |
| Tháp Molino Cerrajas                         | Di tích                           | Alcalá de Guadaíra                     | 37°21′32″B 5°53′50″T / 37,358866°B 5,897222°T  | RI-51-0008103       | 22-06-1993           | Torre del Molino de Cerrajas · Upload image                  |
| Tháp Gandul                                  | Di tích                           | Alcalá de Guadaíra Gandul (despoblado) | 37°20′16″B 5°46′45″T / 37,337751°B 5,779204°T  | RI-51-0008104       | 22-06-1993           | Torre de Gandul · Upload image                               |
| Tháp Molino Aceña                            | Di tích                           | Alcalá de Guadaíra                     | 37°19′25″B 5°50′07″T / 37,323725°B 5,835378°T  | RI-51-0008105       | 22-06-1993           | Torre del Molino de Aceña · Upload image                     |

#### Alcalá del Río
| Tên                             | Dạng    | Địa điểm       | Tọa độ                                        | Số hồ sơ tham khảo? | Ngày nhận danh hiệu? | Hình ảnh     |
| ------------------------------- | ------- | -------------- | --------------------------------------------- | ------------------- | -------------------- | ------------ |
| Recinto Amurallado (Alcalá Río) | Di tích | Alcalá del Río | 37°31′14″B 5°58′42″T / 37,520545°B 5,978223°T | RI-51-0008107       | 22-06-1993           | Upload image |

#### Alcolea del Río
| Tên                        | Dạng        | Địa điểm        | Tọa độ                                        | Số hồ sơ tham khảo? | Ngày nhận danh hiệu? | Hình ảnh     |
| -------------------------- | ----------- | --------------- | --------------------------------------------- | ------------------- | -------------------- | ------------ |
| Despoblado romano Peña Sal | Khu khảo cổ | Alcolea del Río | 37°37′22″B 5°36′23″T / 37,622819°B 5,606508°T | RI-55-0000039       | 03-06-1931           | Upload image |

#### Almadén de la Plata
| Tên                     | Dạng    | Địa điểm            | Tọa độ                                        | Số hồ sơ tham khảo? | Ngày nhận danh hiệu? | Hình ảnh                                      |
| ----------------------- | ------- | ------------------- | --------------------------------------------- | ------------------- | -------------------- | --------------------------------------------- |
| Lâu đài (Almadén Plata) | Di tích | Almadén de la Plata | 37°52′25″B 6°04′47″T / 37,873501°B 6,079638°T | RI-51-0008109       | 22-06-1993           | Castillo (Almadén de la Plata) · Upload image |

#### Arahal
| Tên                                                  | Dạng                 | Địa điểm | Tọa độ                                        | Số hồ sơ tham khảo? | Ngày nhận danh hiệu? | Hình ảnh                                                                  |
| ---------------------------------------------------- | -------------------- | -------- | --------------------------------------------- | ------------------- | -------------------- | ------------------------------------------------------------------------- |
| Delimitación Quần thể Histórico Arahal               | Khu phức hợp lịch sử | Arahal   | 37°15′51″B 5°32′34″T / 37,264098°B 5,542828°T | RI-53-0000533       | 11-03-2003           | Upload image                                                              |
| Quần thể Histórico Artístico Ciudad Arahal (Sevilla) | Khu phức hợp lịch sử | Arahal   | 37°15′51″B 5°32′34″T / 37,264098°B 5,542828°T | RI-53-0000226       | 20-02-1979           | Conjunto Histórico Artístico la Ciudad El Arahal (Sevilla) · Upload image |

#### Aznalcázar
| Tên                             | Dạng    | Địa điểm   | Tọa độ | Số hồ sơ tham khảo? | Ngày nhận danh hiệu? | Hình ảnh     |
| ------------------------------- | ------- | ---------- | ------ | ------------------- | -------------------- | ------------ |
| Recinto Amurallado (Aznalcázar) | Di tích | Aznalcázar |        | RI-51-0008110       | 22-06-1993           | Upload image |
| Lâu đài (Aznalcázar)            | Di tích | Aznalcázar |        | RI-51-0008111       | 22-06-1993           | Upload image |

#### Aznalcóllar
| Tên                                 | Dạng    | Địa điểm    | Tọa độ                                        | Số hồ sơ tham khảo? | Ngày nhận danh hiệu? | Hình ảnh     |
| ----------------------------------- | ------- | ----------- | --------------------------------------------- | ------------------- | -------------------- | ------------ |
| Lâu đài Luna (Aznalcollar)          | Di tích | Aznalcóllar | 37°31′26″B 6°16′16″T / 37,523818°B 6,271073°T | RI-51-0008112       | 22-06-1993           | Upload image |
| Recinto Amurallado (Aznalcollar)    | Di tích | Aznalcóllar |                                               | RI-51-0008113       | 22-06-1993           | Upload image |
| Tháp Entre Dehesilla và Garci Bravo | Di tích | Aznalcóllar |                                               | RI-51-0008114       | 22-06-1993           | Upload image |

### B

#### Benacazón
| Tên               | Dạng    | Địa điểm  | Tọa độ | Số hồ sơ tham khảo? | Ngày nhận danh hiệu? | Hình ảnh     |
| ----------------- | ------- | --------- | ------ | ------------------- | -------------------- | ------------ |
| Tháp Brogamenzoar | Di tích | Benacazón |        | RI-51-0011870       | 25-06-1985           | Upload image |

#### Bollullos de la Mitación
| Tên                                  | Dạng    | Địa điểm                 | Tọa độ                                       | Số hồ sơ tham khảo? | Ngày nhận danh hiệu? | Hình ảnh                                                               |
| ------------------------------------ | ------- | ------------------------ | -------------------------------------------- | ------------------- | -------------------- | ---------------------------------------------------------------------- |
| Nhà hoang Nuestra Señora Cuatrovitas | Di tích | Bollullos de la Mitación | 37°17′53″B 6°11′02″T / 37,298148°B 6,18379°T | RI-51-0000904       | 03-06-1931           | Ermita de Nuestra Señora de Cuatrohabitán o Cuatrovitas · Upload image |
| Tháp Đồi San Cristóbal               | Di tích | Bollullos de la Mitación |                                              | RI-51-0011871       | 25-06-1985           | Upload image                                                           |

### C

#### Cabezas de San Juan
| Tên                     | Dạng                                                 | Địa điểm            | Tọa độ | Số hồ sơ tham khảo? | Ngày nhận danh hiệu? | Hình ảnh                                   |
| ----------------------- | ---------------------------------------------------- | ------------------- | ------ | ------------------- | -------------------- | ------------------------------------------ |
| Lâu đài Medina Montujar | Di tích Kiến trúc phòng thủ Tình trạng: Desaparecido | Cabezas de San Juan |        | RI-51-0008115       | 22-06-1993           | Castillo de Medina Montujar · Upload image |

#### Camas, Sevilla
| Tên                   | Dạng                                   | Địa điểm | Tọa độ                                        | Số hồ sơ tham khảo? | Ngày nhận danh hiệu? | Hình ảnh                                     |
| --------------------- | -------------------------------------- | -------- | --------------------------------------------- | ------------------- | -------------------- | -------------------------------------------- |
| Tháp Cortijo Gambogaz | Di tích Kiểu: Kiến trúc Gothic-Mudéjar | Camas    | 37°24′15″B 6°01′00″T / 37,404077°B 6,016747°T | RI-51-0008116       | 22-06-1993           | Torre del Cortijo de Gambogaz · Upload image |

#### Cantillana
| Tên                  | Dạng    | Địa điểm   | Tọa độ | Số hồ sơ tham khảo? | Ngày nhận danh hiệu? | Hình ảnh     |
| -------------------- | ------- | ---------- | ------ | ------------------- | -------------------- | ------------ |
| Lâu đài (Cantillana) | Di tích | Cantillana |        | RI-51-0008117       | 22-06-1993           | Upload image |

#### Carmona, Spain
| Tên                                                                    | Dạng                 | Địa điểm       | Tọa độ                                          | Số hồ sơ tham khảo? | Ngày nhận danh hiệu? | Hình ảnh                                                                    |
| ---------------------------------------------------------------------- | -------------------- | -------------- | ----------------------------------------------- | ------------------- | -------------------- | --------------------------------------------------------------------------- |
| Tu viện Trinidad (Carmona)                                             | Di tích              | Carmona, Spain | 37°28′25″B 5°38′13″T / 37,473636°B 5,636904°T   | RI-51-0011351       | 01-03-2005           | Convento de las Agustinas Descalzas de la Santísima Trinidad · Upload image |
| Tháp Huerta Martín Pérez                                               | Di tích              | Carmona, Spain |                                                 | RI-51-0011872       | 25-06-1985           | Torre Huerta de Martín Pérez · Upload image                                 |
| Tháp Guillén ở Acebuchal                                               | Di tích              | Carmona, Spain |                                                 | RI-51-0011873       | 25-06-1985           | Upload image                                                                |
| Anfiteatro Romano Carmona                                              | Di tích              | Carmona, Spain | 37°28′11″B 5°39′03″T / 37,4696808°B 5,6507492°T | RI-51-0004273       | 11-03-1978           | Anfiteatro Romano de Carmona · Upload image                                 |
| Nhà-palacio Marqués Tháp                                               | Di tích              | Carmona, Spain | 37°28′24″B 5°38′12″T / 37,4733543°B 5,6366668°T | RI-51-0004833       | 16-03-1983           | Upload image                                                                |
| Nhà-palacio Rueda                                                      | Di tích              | Carmona, Spain | 37°28′24″B 5°38′16″T / 37,473392°B 5,637831°T   | RI-51-0004853       | 13-04-1983           | Upload image                                                                |
| Nhà thờ Divino Salvador (Carmona)                                      | Di tích              | Carmona, Spain | 37°28′21″B 5°38′15″T / 37,472568°B 5,637503°T   | RI-51-0004854       | 13-04-1983           | Upload image                                                                |
| Gate of Sevilla (Carmona)                                              | Di tích              | Carmona, Spain | 37°28′16″B 5°38′29″T / 37,471207°B 5,64139°T    | RI-51-0000090       | 03-07-1906           | Puerta de Sevilla (Carmona) · Upload image                                  |
| Quần thể Arquitectónico Carmona                                        | Khu phức hợp lịch sử | Carmona, Spain | 37°28′08″B 5°39′01″T / 37,4687628°B 5,6503576°T | RI-53-0000038       | 25-04-1963           | Upload image                                                                |
| Cổng Córdoba và Alcázar                                                | Di tích              | Carmona, Spain | 37°28′36″B 5°38′01″T / 37,4765358°B 5,6335511°T | RI-51-0000908       | 03-06-1931           | Puerta de Córdoba y Alcázar · Upload image                                  |
| Nhà thờ Santa María Asunción (Carmona)                                 | Di tích              | Carmona, Spain | 37°28′23″B 5°38′15″T / 37,4730759°B 5,6374559°T | RI-51-0000909       | 03-06-1931           | Iglesia de Santa María (Carmona) · Upload image                             |
| Bảo tàng Khảo cổ Necrópolis                                            | Di tích              | Carmona, Spain | 37°28′08″B 5°39′01″T / 37,468788°B 5,650357°T   | RI-51-0001404       | 01-03-1962           | Upload image                                                                |
| Nhà hoang San Mateo (Carmona)                                          | Di tích              | Carmona, Spain | 37°28′14″B 5°38′03″T / 37,470418°B 5,634033°T   | RI-51-0001442       | 25-04-1963           | Upload image                                                                |
| Nhà hoang Nuestra Señora Real (Carmona) hay Ermita San Antón (Carmona) | Di tích              | Carmona, Spain |                                                 | RI-51-0001443       | 25-04-1963           | Upload image                                                                |
| Nhà thờ San Pedro (Carmona)                                            | Di tích              | Carmona, Spain | 37°28′16″B 5°38′33″T / 37,471036°B 5,642456°T   | RI-51-0001444       | 25-04-1963           | Torre e Iglesia de San Pedro · Upload image                                 |
| Tu viện Purísima Concepción (Carmona)                                  | Di tích              | Carmona, Spain | 37°10′50″B 5°46′00″T / 37,180556°B 5,766667°T   | RI-51-0001445       | 25-04-1963           | Upload image                                                                |
| Tàn tích Vía Augusta và su Puente                                      | Di tích              | Carmona, Spain | 37°28′40″B 5°37′27″T / 37,477687°B 5,624248°T   | RI-51-0001446       | 25-04-1963           | Restos de la Vía Augusta y de su Puente · Upload image                      |
| Nhà thờ Santa Ana (Carmona)                                            | Di tích              | Carmona, Spain | 37°28′33″B 5°38′34″T / 37,475736°B 5,642651°T   | RI-51-0004299       | 27-10-1978           | Upload image                                                                |
| Alcázar Arriba và Cổng Marchena                                        | Di tích              | Carmona, Spain | 37°28′22″B 5°37′59″T / 37,472683°B 5,633032°T   | RI-51-0008118       | 22-06-1993           | Alcázar de Arriba y Puerta de Marchena · Upload image                       |
| Recinto Amurallado (Carmona)                                           | Di tích              | Carmona, Spain | 37°28′22″B 5°37′59″T / 37,472683°B 5,633032°T   | RI-51-0008119       | 22-06-1993           | Upload image                                                                |
| Lâu đài Puente Córdoba hay Reina                                       | Di tích              | Carmona, Spain | 37°28′35″B 5°38′01″T / 37,476488°B 5,633494°T   | RI-51-0008120       | 22-06-1993           | Upload image                                                                |
| Lâu đài Cổng Alcázar hay Sevilla                                       | Di tích              | Carmona, Spain | 37°28′17″B 5°38′28″T / 37,471272°B 5,640983°T   | RI-51-0008121       | 22-06-1993           | Castillo de la Puerta del Alcázar o de Sevilla · Upload image               |
| Tu viện Santa Clara (Carmona)                                          | Di tích              | Carmona, Spain | 37°28′28″B 5°38′12″T / 37,474468°B 5,63656°T    | RI-51-0009203       | 23-12-1997           | Convento de Santa Clara (Carmona) · Upload image                            |
| Quần thể Khảo cổ Carmona                                               | Khu khảo cổ          | Carmona, Spain | 37°28′08″B 5°39′01″T / 37,468763°B 5,650358°T   | RI-55-0000008       | 18-02-2003           | Upload image                                                                |

#### Cazalla de la Sierra
| Tên                                                  | Dạng                 | Địa điểm             | Tọa độ                                        | Số hồ sơ tham khảo? | Ngày nhận danh hiệu? | Hình ảnh     |
| ---------------------------------------------------- | -------------------- | -------------------- | --------------------------------------------- | ------------------- | -------------------- | ------------ |
| Tường Urbana (Cazalla Sierra)                        | Di tích              | Cazalla de la Sierra |                                               | RI-51-0011874       | 25-06-1985           | Upload image |
| Nhà thờ Nuestra Señora Consolación (Cazalla Sierra)  | Di tích              | Cazalla de la Sierra | 37°55′45″B 5°45′31″T / 37,929284°B 5,758522°T | RI-51-0004794       | 25-01-1983           | Upload image |
| Lâu đài (Cazalla Sierra)                             | Di tích              | Cazalla de la Sierra |                                               | RI-51-0008123       | 22-06-1993           | Upload image |
| Cartuja Cazalla Sierra                               | Di tích              | Cazalla de la Sierra | 37°57′08″B 5°43′42″T / 37,952309°B 5,72824°T  | RI-51-0009275       | 06-02-1996           | Upload image |
| Quần thể Histórico Artístico Ciudad (Cazalla Sierra) | Khu phức hợp lịch sử | Cazalla de la Sierra | 37°55′47″B 5°45′39″T / 37,929596°B 5,760799°T | RI-53-0000552       | 04-06-2002           | Upload image |

#### Constantina, Sevilla
| Tên                                           | Dạng                        | Địa điểm    | Tọa độ                                        | Số hồ sơ tham khảo? | Ngày nhận danh hiệu? | Hình ảnh                                             |
| --------------------------------------------- | --------------------------- | ----------- | --------------------------------------------- | ------------------- | -------------------- | ---------------------------------------------------- |
| Lâu đài Hiedra                                | Di tích Kiến trúc phòng thủ | Constantina | 37°52′13″B 5°37′18″T / 37,870333°B 5,621548°T | RI-51-0011875       | 25-06-1985           | Castillo de la Hiedra · Upload image                 |
| Constantina, Sevilla                          | Khu phức hợp lịch sử        | Constantina | 37°52′20″B 5°37′09″T / 37,872272°B 5,619115°T | RI-53-0000594       | 01-06-2004           | Constantina · Upload image                           |
| Nhà thờ Encarnación (Constantina)             | Di tích                     | Constantina | 37°52′23″B 5°37′12″T / 37,872972°B 5,619897°T | RI-51-0004793       | 25-01-1983           | Iglesia de la Encarnación · Upload image             |
| Nhà hoang Nuestra Señora Hiedra (Constantina) | Di tích                     | Constantina | 37°52′13″B 5°37′18″T / 37,870333°B 5,621548°T | RI-51-0004818       | 02-03-1983           | Ermita de Nuestra Señora de la Hiedra · Upload image |
| Lâu đài "Đồi Castillo"                        | Di tích                     | Constantina | 37°52′24″B 5°37′22″T / 37,873425°B 5,622823°T | RI-51-0008124       | 22-06-1993           | Upload image                                         |
| Lâu đài Đồi Almendro                          | Di tích                     | Constantina |                                               | RI-51-0008125       | 22-06-1993           | Upload image                                         |
| Lâu đài Đồi Hierro                            | Di tích                     | Constantina |                                               | RI-51-0008126       | 22-06-1993           | Upload image                                         |

#### Coria del Río
| Tên                                                             | Dạng    | Địa điểm      | Tọa độ                                        | Số hồ sơ tham khảo? | Ngày nhận danh hiệu? | Hình ảnh                                            |
| --------------------------------------------------------------- | ------- | ------------- | --------------------------------------------- | ------------------- | -------------------- | --------------------------------------------------- |
| Nhà hoang Vera Cruz (Coria Río) hay Ermita San Juan (Coria Río) | Di tích | Coria del Río | 37°17′09″B 6°03′01″T / 37,285833°B 6,050186°T | RI-51-0003873       | 10-03-1972           | Ermita de la Vera Cruz o de San Juan · Upload image |

### D

#### Dos Hermanas
| Tên                                       | Dạng        | Địa điểm     | Tọa độ                                        | Số hồ sơ tham khảo? | Ngày nhận danh hiệu? | Hình ảnh                                                        |
| ----------------------------------------- | ----------- | ------------ | --------------------------------------------- | ------------------- | -------------------- | --------------------------------------------------------------- |
| Hacienda Tháp Doña María                  | Di tích     | Dos Hermanas | 37°18′04″B 5°56′25″T / 37,301111°B 5,940278°T | RI-51-0012246       | 25-06-1985           | Torre de Doña María IV · Upload image                           |
| Hacienda Ibarburu                         | Di tích     | Dos Hermanas | 37°15′18″B 5°55′21″T / 37,254928°B 5,922376°T | RI-51-0010944       | 15-10-2002           | Upload image                                                    |
| Hacienda Tháp Doña María                  | Di tích     | Dos Hermanas | 37°18′04″B 5°56′25″T / 37,301111°B 5,940278°T | RI-51-0010969       | 05-11-2002           | Hacienda de Torre de Doña María · Upload image                  |
| Lâu đài "la Serrezuela"                   | Di tích     | Dos Hermanas |                                               | RI-51-0008129       | 22-06-1993           | Upload image                                                    |
| Tháp Varga Santarén                       | Di tích     | Dos Hermanas |                                               | RI-51-0008130       | 22-06-1993           | Upload image                                                    |
| Tháp Herberos                             | Di tích     | Dos Hermanas | 37°16′25″B 6°00′16″T / 37,273651°B 6,004565°T | RI-51-0008131       | 22-06-1993           | Torre de los Herberos o del Antiguo Cortijo Tixe · Upload image |
| Tháp Mochiella ở Hacienda Maestre Molinos | Di tích     | Dos Hermanas | 37°15′25″B 5°56′09″T / 37,256995°B 5,935737°T | RI-51-0008132       | 22-06-1993           | Upload image                                                    |
| Tháp Hacienda Corchuela                   | Di tích     | Dos Hermanas | 37°14′34″B 5°58′26″T / 37,242722°B 5,974005°T | RI-51-0008133       | 22-06-1993           | Upload image                                                    |
| Orippo                                    | Khu khảo cổ | Dos Hermanas | 37°16′26″B 6°00′16″T / 37,273832°B 6,004458°T | RI-55-0000167       | 28-04-1992           | Yacimiento "orippo" · Upload image                              |
| Tháp Quintos ở Cortijo San Clemente       | Di tích     | Dos Hermanas | 37°14′24″B 5°55′29″T / 37,239915°B 5,924744°T | RI-51-0008134       | 22-06-1993           | Upload image                                                    |
| Tháp Cortijo Copero                       | Di tích     | Dos Hermanas |                                               | RI-51-0008135       | 22-06-1993           | Upload image                                                    |
| Tháp Almenara Hacienda Meñaca             | Di tích     | Dos Hermanas | 37°14′24″B 5°55′29″T / 37,239915°B 5,924744°T | RI-51-0008170       | 22-06-1993           | Upload image                                                    |

### E

#### Écija
| Tên                                              | Dạng                 | Địa điểm | Tọa độ                                        | Số hồ sơ tham khảo? | Ngày nhận danh hiệu? | Hình ảnh |
| ------------------------------------------------ | -------------------- | -------- | --------------------------------------------- | ------------------- | -------------------- | --- |
| Nhà thờ Bệnh viện Concepción                     | Di tích              | Écija    | 37°32′25″B 5°04′56″T / 37,540402°B 5,082224°T | RI-51-0010782       | 02-04-2002           | Iglesia del Antiguo Hospital de la Concepción · Upload image                                                                |
| Rollo Justicia " Rolluelo"                       | Di tích              | Écija    | 37°32′39″B 5°04′13″T / 37,544154°B 5,070261°T | RI-51-0011569       | 25-06-1985           | Upload image |
| Quần thể Histórico Ciudad                        | Khu phức hợp lịch sử | Écija    |                                               | RI-53-0000076       | 16-06-1966           | Upload image |
| Rollo Écija                                      | Di tích              | Écija    | 37°32′39″B 5°04′13″T / 37,544154°B 5,070261°T | RI-51-0011568       | 25-06-1985           | Upload image |
| Nhà thờ Limpia Concepción Nuestra Señora (Écija) | Di tích              | Écija    | 37°32′29″B 5°04′57″T / 37,541458°B 5,082609°T | RI-51-0012084       | 11-11-2008           | Iglesia de la Limpia Concepción de Nuestra Señora y Portada del Antiguo Convento de los Carmelitas Descalzos · Upload image |
| Nhà thờ Santiago (Écija)                         | Di tích              | Écija    | 37°32′16″B 5°04′46″T / 37,537778°B 5,079444°T | RI-51-0004795       | 25-01-1983           | Iglesia de Santiago (Écija) · Upload image                                                                                  |
| Tu viện Teresas                                  | Di tích              | Écija    | 37°32′27″B 5°04′51″T / 37,540888°B 5,08096°T  | RI-51-0000907       | 03-06-1931           | Upload image |
| Cung điện Peñaflor (Écija)                       | Di tích              | Écija    | 37°32′29″B 5°04′37″T / 37,541258°B 5,076835°T | RI-51-0001297       | 08-02-1962           | Casa de los Marqueses de Peñaflor · Upload image                                                                            |
| Recinto Amurallado (Écija)                       | Di tích              | Écija    | 37°32′40″B 5°04′46″T / 37,544573°B 5,079307°T | RI-51-0008136       | 22-06-1993           | Upload image |
| Lâu đài Alhonoz                                  | Di tích              | Écija    | 37°25′28″B 4°53′29″T / 37,424555°B 4,891419°T | RI-51-0008137       | 22-06-1993           | Upload image |
| Lâu đài Alhocen (desaparecido)                   | Di tích              | Écija    |                                               | RI-51-0008138       | 22-06-1993           | Upload image |
| Tháp Gallape                                     | Di tích              | Écija    | 37°21′58″B 5°02′24″T / 37,366166°B 5,040111°T | RI-51-0008139       | 22-06-1993           | Upload image |
| Thápnominada Thápjón (Telégrafos Mochales)       | Di tích              | Écija    |                                               | RI-51-0008140       | 22-06-1993           | Upload image |
| Recinto Amurallado Đảo Lâu đài (desaparecido)    | Di tích              | Écija    |                                               | RI-51-0008141       | 22-06-1993           | Upload image |
| Cung điện Condes Valverde                        | Di tích              | Écija    | 37°32′22″B 5°04′47″T / 37,539405°B 5,079637°T | RI-51-0008775       | 21-06-1994           | Upload image |

#### El Castillo de las Guardas
| Tên                       | Dạng    | Địa điểm                   | Tọa độ                                        | Số hồ sơ tham khảo? | Ngày nhận danh hiệu? | Hình ảnh     |
| ------------------------- | ------- | -------------------------- | --------------------------------------------- | ------------------- | -------------------- | ------------ |
| Lâu đài (Lâu đài Guardas) | Di tích | El Castillo de las Guardas | 37°41′34″B 6°18′42″T / 37,692743°B 6,311652°T | RI-51-0008122       | 22-06-1993           | Upload image |

#### El Coronil
| Tên                | Dạng                              | Địa điểm   | Tọa độ                                        | Số hồ sơ tham khảo? | Ngày nhận danh hiệu? | Hình ảnh                                  |
| ------------------ | --------------------------------- | ---------- | --------------------------------------------- | ------------------- | -------------------- | ----------------------------------------- |
| Lâu đài Aguzaderas | Di tích Kiến trúc quân sự Lâu đài | El Coronil | 37°03′08″B 5°37′34″T / 37,052246°B 5,626191°T | RI-51-0000240       | 12-02-1923           | Castillo de las Aguzaderas · Upload image |
| Lâu đài Coronil    | Di tích Kiến trúc quân sự Lâu đài | El Coronil | 37°04′51″B 5°38′06″T / 37,080794°B 5,63511°T  | RI-51-0008127       | 22-06-1993           | Castillo de El Coronil · Upload image     |

#### El Real de la Jara
| Tên                 | Dạng    | Địa điểm           | Tọa độ | Số hồ sơ tham khảo? | Ngày nhận danh hiệu? | Hình ảnh     |
| ------------------- | ------- | ------------------ | ------ | ------------------- | -------------------- | ------------ |
| Lâu đài "las Tháp"  | Di tích | El Real de la Jara |        | RI-51-0008179       | 22-06-1993           | Upload image |
| Lâu đài (Real Jara) | Di tích | El Real de la Jara |        | RI-51-0008180       | 22-06-1993           | Upload image |

#### Espartinas
| Tên                                        | Dạng    | Địa điểm   | Tọa độ                                        | Số hồ sơ tham khảo? | Ngày nhận danh hiệu? | Hình ảnh     |
| ------------------------------------------ | ------- | ---------- | --------------------------------------------- | ------------------- | -------------------- | ------------ |
| Tu viện Nuestra Señora Loreto (Espartinas) | Di tích | Espartinas | 37°23′01″B 6°08′51″T / 37,383571°B 6,147566°T | RI-51-0011604       | 06-11-2007           | Upload image |
| Tháp Mocha Loreto                          | Di tích | Espartinas | 37°23′00″B 6°08′51″T / 37,383307°B 6,147628°T | RI-51-0008142       | 22-06-1993           | Upload image |

#### Estepa
| Tên                                | Dạng                                             | Địa điểm | Tọa độ                                          | Số hồ sơ tham khảo? | Ngày nhận danh hiệu? | Hình ảnh                                                       |
| ---------------------------------- | ------------------------------------------------ | -------- | ----------------------------------------------- | ------------------- | -------------------- | -------------------------------------------------------------- |
| Lâu đài Árabe Estepa               | Di tích Kiến trúc quân sự Lâu đài                | Estepa   | 37°17′17″B 4°52′36″T / 37,288172°B 4,876546°T   | RI-51-0008144       | 22-06-1993           | Castillo Árabe de Estepa · Upload image                        |
| Lâu đài và tường thành Estepa      | Di tích Kiến trúc phòng thủ                      | Estepa   | 37°17′17″B 4°52′39″T / 37,288062°B 4,877464°T   | RI-51-0008143       | 22-06-1993           | Castillo y murallas de Estepa · Upload image                   |
| Estepa                             | Khu phức hợp lịch sử                             | Estepa   | 37°17′15″B 4°52′45″T / 37,2875328°B 4,8790879°T | RI-53-0000063       | 03-06-1965           | Ciudad de Estepa · Upload image                                |
| Nhà thờ Santa María Mayor (Estepa) | Di tích Kiến trúc tôn giáo                       | Estepa   | 37°17′18″B 4°52′34″T / 37,28846°B 4,876166°T    | RI-51-0010639       | 30-04-2001           | Iglesia de Santa María la Mayor de la Asunción · Upload image  |
| Cung điện Marqués Cerverales       | Di tích Kiến trúc dân sự Kiểu: Kiến trúc Baroque | Estepa   | 37°17′26″B 4°52′49″T / 37,290505°B 4,880173°T   | RI-51-0004992       | 07-12-1983           | Upload image                                                   |
| Tháp desaparecida Nhà thờ Victoria | Di tích Kiến trúc tôn giáo                       | Estepa   | 37°17′24″B 4°52′39″T / 37,289998°B 4,877427°T   | RI-51-0001252       | 23-12-1955           | Torre de la desaparecida Iglesia de la Victoria · Upload image |

### F

#### Fuentes de Andalucía
| Tên                                         | Dạng                        | Địa điểm             | Tọa độ                                        | Số hồ sơ tham khảo? | Ngày nhận danh hiệu? | Hình ảnh                                      |
| ------------------------------------------- | --------------------------- | -------------------- | --------------------------------------------- | ------------------- | -------------------- | --------------------------------------------- |
| Lâu đài Hierro                              | Di tích                     | Fuentes de Andalucía | 37°27′41″B 5°20′53″T / 37,461424°B 5,348144°T | RI-51-0011876       | 25-06-1985           | Upload image                                  |
| Lâu đài Monclova (Lâu đài Duques Infantado) | Di tích Kiến trúc phòng thủ | Fuentes de Andalucía | 37°31′05″B 5°18′52″T / 37,518101°B 5,314381°T | RI-51-0008145       | 22-06-1993           | Castillo de la Monclova · Upload image        |
| Fuentes Andalucía                           | Khu phức hợp lịch sử        | Fuentes de Andalucía | 37°27′49″B 5°20′48″T / 37,463566°B 5,346634°T | RI-53-0000537       |                      | Ciudad de Fuentes de Andalucía · Upload image |
| Obúlcula                                    | Khu khảo cổ                 | Fuentes de Andalucía | 37°30′57″B 5°18′59″T / 37,515766°B 5,316314°T | RI-55-0000240       | 02-04-1996           | Upload image                                  |

### G

#### Gerena
| Tên                       | Dạng                              | Địa điểm | Tọa độ                                        | Số hồ sơ tham khảo? | Ngày nhận danh hiệu? | Hình ảnh                                    |
| ------------------------- | --------------------------------- | -------- | --------------------------------------------- | ------------------- | -------------------- | ------------------------------------------- |
| Lâu đài Gerena            | Di tích Kiến trúc quân sự Lâu đài | Gerena   |                                               | RI-51-0008146       | 22-06-1993           | Upload image                                |
| Recinto Amurallado Gerena | Di tích Kiến trúc phòng thủ       | Gerena   | 37°31′28″B 6°09′36″T / 37,524581°B 6,160136°T | RI-51-0008147       | 22-06-1993           | Recinto Amurallado de Gerena · Upload image |

#### Gilena
| Tên                     | Dạng        | Địa điểm | Tọa độ                                        | Số hồ sơ tham khảo? | Ngày nhận danh hiệu? | Hình ảnh     |
| ----------------------- | ----------- | -------- | --------------------------------------------- | ------------------- | -------------------- | ------------ |
| Cortijo Aparicio Grande | Khu khảo cổ | Gilena   | 37°14′31″B 4°55′45″T / 37,242004°B 4,929135°T | RI-55-0000215       | 02-04-1996           | Upload image |

#### Guadalcanal, Seville
| Tên                              | Dạng                 | Địa điểm             | Tọa độ                                       | Số hồ sơ tham khảo? | Ngày nhận danh hiệu? | Hình ảnh                                          |
| -------------------------------- | -------------------- | -------------------- | -------------------------------------------- | ------------------- | -------------------- | ------------------------------------------------- |
| Lâu đài Monforte                 | Di tích              | Guadalcanal, Seville |                                              | RI-51-0011877       | 25-06-1985           | Upload image                                      |
| Delimitación Quần thể Histórico  | Khu phức hợp lịch sử | Guadalcanal, Seville |                                              | RI-53-0000589       | 02-03-2004           | Upload image                                      |
| Nhà thờ Santa Ana (Guadalcanal)  | Di tích              | Guadalcanal, Seville | 38°05′41″B 5°48′58″T / 38,094719°B 5,81617°T | RI-51-0004341       | 20-02-1979           | Iglesia de Santa Ana (Guadalcanal) · Upload image |
| Lâu đài Ventosilla               | Di tích              | Guadalcanal, Seville |                                              | RI-51-0008149       | 22-06-1993           | Upload image                                      |
| Recinto Amurallado (Guadalcanal) | Di tích              | Guadalcanal, Seville |                                              | RI-51-0008150       | 22-06-1993           | Upload image                                      |

#### Guillena
| Tên                | Dạng    | Địa điểm | Tọa độ                                        | Số hồ sơ tham khảo? | Ngày nhận danh hiệu? | Hình ảnh                                       |
| ------------------ | ------- | -------- | --------------------------------------------- | ------------------- | -------------------- | ---------------------------------------------- |
| Cortijo Tháp Reina | Di tích | Guillena | 37°30′41″B 6°01′37″T / 37,511385°B 6,027046°T | RI-51-0004253       | 06-10-1977           | Cortijo de la Torre de la Reina · Upload image |
| Lâu đài (Guillena) | Di tích | Guillena | 37°32′26″B 6°03′07″T / 37,540432°B 6,051947°T | RI-51-0008148       | 22-06-1993           | Upload image                                   |

### H

#### Herrera, Seville
| Tên                     | Dạng        | Địa điểm         | Tọa độ                                        | Số hồ sơ tham khảo? | Ngày nhận danh hiệu? | Hình ảnh     |
| ----------------------- | ----------- | ---------------- | --------------------------------------------- | ------------------- | -------------------- | ------------ |
| Quần thể Termal Herrera | Khu khảo cổ | Herrera, Seville | 37°21′20″B 4°50′44″T / 37,355501°B 4,845456°T | RI-55-0000863       | 02-05-2007           | Upload image |

### L

#### La Algaba
| Tên           | Dạng                             | Địa điểm  | Tọa độ                                        | Số hồ sơ tham khảo? | Ngày nhận danh hiệu? | Hình ảnh                             |
| ------------- | -------------------------------- | --------- | --------------------------------------------- | ------------------- | -------------------- | ------------------------------------ |
| Tháp Guzmanes | Di tích Kiến trúc phòng thủ Tháp | La Algaba | 37°27′40″B 6°00′48″T / 37,461125°B 6,013231°T | RI-51-0008108       | 22-06-1993           | Torre de los Guzmanes · Upload image |

#### La Puebla de Cazalla
| Tên                                              | Dạng    | Địa điểm             | Tọa độ                                        | Số hồ sơ tham khảo? | Ngày nhận danh hiệu? | Hình ảnh                                                 |
| ------------------------------------------------ | ------- | -------------------- | --------------------------------------------- | ------------------- | -------------------- | -------------------------------------------------------- |
| Nhà thờ Nuestra Señora Virtudes (Puebla Cazalla) | Di tích | La Puebla de Cazalla | 37°13′22″B 5°18′24″T / 37,222738°B 5,306792°T | RI-51-0011937       | 03-10-2006           | Iglesia de Nuestra Señora de las Virtudes · Upload image |
| Lâu đài Luna (Puebla Cazalla)                    | Di tích | La Puebla de Cazalla |                                               | RI-51-0008177       | 22-06-1993           | Upload image                                             |

#### Las Cabezas de San Juan
| Tên                      | Dạng    | Địa điểm                | Tọa độ                                        | Số hồ sơ tham khảo? | Ngày nhận danh hiệu? | Hình ảnh                                       |
| ------------------------ | ------- | ----------------------- | --------------------------------------------- | ------------------- | -------------------- | ---------------------------------------------- |
| Tháp Hacienda San Rafael | Di tích | Las Cabezas de San Juan | 36°58′48″B 5°52′02″T / 36,980057°B 5,867223°T | RI-51-0008171       | 22-06-1993           | Torre de la Hacienda San Rafael · Upload image |

#### Las Navas de la Concepción
| Tên                        | Dạng    | Địa điểm                   | Tọa độ                                       | Số hồ sơ tham khảo? | Ngày nhận danh hiệu? | Hình ảnh     |
| -------------------------- | ------- | -------------------------- | -------------------------------------------- | ------------------- | -------------------- | ------------ |
| Lâu đài (Navas Concepción) | Di tích | Las Navas de la Concepción | 37°56′28″B 5°30′39″T / 37,94103°B 5,510732°T | RI-51-0008166       | 22-06-1993           | Upload image |

#### Lebrija
| Tên                                          | Dạng                 | Địa điểm | Tọa độ                                        | Số hồ sơ tham khảo? | Ngày nhận danh hiệu? | Hình ảnh                                                       |
| -------------------------------------------- | -------------------- | -------- | --------------------------------------------- | ------------------- | -------------------- | -------------------------------------------------------------- |
| Nhà thờ Santa María Oliva (Lebrija)          | Di tích              | Lebrija  | 36°55′11″B 6°04′51″T / 36,919764°B 6,080885°T | RI-51-0000901       | 03-06-1931           | Iglesia Mayor de Santa María de la Oliva · Upload image        |
| Nhà hoang Nuestra Señora Lâu đài (Lebrija)   | Di tích              | Lebrija  | 36°55′07″B 6°05′03″T / 36,918644°B 6,084156°T | RI-51-0000902       | 03-06-1931           | Ermita de Nuestra Señora del Castillo · Upload image           |
| Quần thể Histórico Artístico Villa (Lebrija) | Khu phức hợp lịch sử | Lebrija  | 36°55′07″B 6°05′03″T / 36,91863°B 6,084134°T  | RI-53-0000324       | 22-01-1985           | Conjunto Histórico Artístico la Villa (Lebrija) · Upload image |
| Lâu đài (Lebrija)                            | Di tích              | Lebrija  | 36°55′07″B 6°05′04″T / 36,918554°B 6,084515°T | RI-51-0008151       | 22-06-1993           | Castillo (Lebrija) · Upload image                              |

#### Lora del Río
| Tên                                    | Dạng    | Địa điểm     | Tọa độ                                        | Số hồ sơ tham khảo? | Ngày nhận danh hiệu? | Hình ảnh                             |
| -------------------------------------- | ------- | ------------ | --------------------------------------------- | ------------------- | -------------------- | ------------------------------------ |
| Nhàs Capitulares Lora Río              | Di tích | Lora del Río | 37°39′17″B 5°31′49″T / 37,654618°B 5,530347°T | RI-51-0010697       | 18-09-2001           | Las Casas Capitulares · Upload image |
| Delimitación entorno Lâu đài Setefilla | Di tích | Lora del Río | 37°44′11″B 5°28′52″T / 37,73642°B 5,481166°T  | RI-51-0008153-00001 | 24-09-2002           | Upload image                         |
| Lâu đài (Lora Río)                     | Di tích | Lora del Río | 37°39′12″B 5°32′07″T / 37,653282°B 5,535192°T | RI-51-0008152       | 22-06-1993           | Upload image                         |
| Lâu đài Setefilla                      | Di tích | Lora del Río | 37°44′11″B 5°28′52″T / 37,736405°B 5,481118°T | RI-51-0008153       | 22-06-1993           | Upload image                         |

#### Los Corrales
| Tên                                               | Dạng    | Địa điểm     | Tọa độ | Số hồ sơ tham khảo? | Ngày nhận danh hiệu? | Hình ảnh     |
| ------------------------------------------------- | ------- | ------------ | ------ | ------------------- | -------------------- | ------------ |
| Recinto Amurallado Ilipula Minor, ở Cortijo Repla | Di tích | Los Corrales |        | RI-51-0008128       | 22-06-1993           | Upload image |

#### Los Molares
| Tên                                   | Dạng    | Địa điểm                                                                                        | Tọa độ                                        | Số hồ sơ tham khảo? | Ngày nhận danh hiệu? | Hình ảnh                              |
| ------------------------------------- | ------- | ----------------------------------------------------------------------------------------------- | --------------------------------------------- | ------------------- | -------------------- | ------------------------------------- |
| Lâu đài (Los Molares)                 | Di tích | Los Molares                                                                                     | 37°09′19″B 5°43′14″T / 37,155223°B 5,720459°T | RI-51-0008158       | 22-06-1993           | Castillo (Los Molares) · Upload image |
| Tháp Atalaya junto al río Guadairilla | Di tích | Los Molares                                                                                     |                                               | RI-51-0008159       | 22-06-1993           | Upload image                          |
| Tháp Cortijo Palomo                   | Di tích | Los Molares Cruce de la carretera Sevilla-Morón (A-360) con la carretera de Los Molares (A-420) | 37°09′04″B 5°38′17″T / 37,151139°B 5,638047°T | RI-51-0008160       | 22-06-1993           | Upload image                          |
| Tháp Bao                              | Di tích | Los Molares                                                                                     | 37°09′51″B 5°38′31″T / 37,164202°B 5,64181°T  | RI-51-0008161       | 22-06-1993           | Torre del Bao · Upload image          |

### M

#### Mairena del Alcor
| Tên                          | Dạng    | Địa điểm          | Tọa độ                                        | Số hồ sơ tham khảo? | Ngày nhận danh hiệu? | Hình ảnh                                            |
| ---------------------------- | ------- | ----------------- | --------------------------------------------- | ------------------- | -------------------- | --------------------------------------------------- |
| Lâu đài Luna (Mairena Alcor) | Di tích | Mairena del Alcor | 37°22′21″B 5°44′43″T / 37,372373°B 5,745357°T | RI-51-0008154       | 22-06-1993           | Castillo de Luna (Mairena del Alcor) · Upload image |

#### Marchena
| Tên                                                            | Dạng                 | Địa điểm | Tọa độ                                        | Số hồ sơ tham khảo? | Ngày nhận danh hiệu? | Hình ảnh                                               |
| -------------------------------------------------------------- | -------------------- | -------- | --------------------------------------------- | ------------------- | -------------------- | ------------------------------------------------------ |
| Nhà thờ San Juan Bautista (Marchena)                           | Di tích              | Marchena | 37°19′56″B 5°25′02″T / 37,332123°B 5,417177°T | RI-51-0000905       | 03-06-1931           | Iglesia de San Juan Bautista (Marchena) · Upload image |
| Quần thể Histórico Marchena (Marchena)                         | Khu phức hợp lịch sử | Marchena | 37°19′47″B 5°24′59″T / 37,329722°B 5,416389°T | RI-53-0000072       | 10-03-1966           | Upload image                                           |
| Recinto Amurallado (Marchena)                                  | Di tích              | Marchena | 37°19′51″B 5°25′03″T / 37,330769°B 5,417633°T | RI-51-0008155       | 22-06-1993           | Upload image                                           |
| Arco Rosa, Cổng Carmona, Cổng Morón Frontera, Cuatro Cantillos | Di tích              | Marchena | 37°19′51″B 5°25′03″T / 37,330769°B 5,417633°T | RI-51-0008156       | 22-06-1993           | Upload image                                           |
| Lâu đài Mota (Marchena)                                        | Di tích              | Marchena | 37°19′58″B 5°24′56″T / 37,332823°B 5,41555°T  | RI-51-0008157       | 22-06-1993           | Upload image                                           |

#### Montellano
| Tên          | Dạng                              | Địa điểm   | Tọa độ                                        | Số hồ sơ tham khảo? | Ngày nhận danh hiệu? | Hình ảnh                        |
| ------------ | --------------------------------- | ---------- | --------------------------------------------- | ------------------- | -------------------- | ------------------------------- |
| Lâu đài Cote | Di tích Kiến trúc quân sự Lâu đài | Montellano | 36°59′49″B 5°31′38″T / 36,997006°B 5,527165°T | RI-51-0008162       | 22-06-1993           | Castillo de Cote · Upload image |
| Tháp Cote    | Di tích Kiến trúc phòng thủ Tháp  | Montellano | 36°59′49″B 5°31′38″T / 36,99704°B 5,527191°T  | RI-51-0008163       | 22-06-1993           | Upload image                    |

#### Morón de la Frontera
| Tên                                 | Dạng    | Địa điểm             | Tọa độ                                         | Số hồ sơ tham khảo? | Ngày nhận danh hiệu? | Hình ảnh                                                    |
| ----------------------------------- | ------- | -------------------- | ---------------------------------------------- | ------------------- | -------------------- | ----------------------------------------------------------- |
| Inmueble ở calle Ramón Auñon 7      | Di tích | Morón de la Frontera | 37°07′20″B 5°27′01″T / 37,122197°B 5,450301°T  | RI-51-0004519       | 02-10-1981           | Upload image                                                |
| Tu viện San Francisco               | Di tích | Morón de la Frontera | 37°07′02″B 5°27′16″T / 37,117252°B 5,454379°T  | RI-51-0010702       | 24-07-2001           | Upload image                                                |
| Nhà thờ San Miguel (Morón Frontera) | Di tích | Morón de la Frontera | 37°07′18″B 5°26′57″T / 37,121574°B 5,449304°T  | RI-51-0003844       | 21-03-1970           | Iglesia de San Miguel (Morón de la Frontera) · Upload image |
| Lâu đài (Morón Frontera)            | Di tích | Morón de la Frontera | 37°07′13″B 5°26′57″T / 37,120179°B 5,449185°T  | RI-51-0008164       | 22-06-1993           | Upload image                                                |
| Tháp Molino (Morón Frontera)        | Di tích | Morón de la Frontera | 37°07′20″B 5°27′07″T / 37,1222961°B 5,451869°T | RI-51-0008165       | 22-06-1993           | Upload image                                                |

### O

#### Olivares
| Tên                                                                          | Dạng                 | Địa điểm | Tọa độ                                        | Số hồ sơ tham khảo? | Ngày nhận danh hiệu? | Hình ảnh                                                                                                |
| ---------------------------------------------------------------------------- | -------------------- | -------- | --------------------------------------------- | ------------------- | -------------------- | --- |
| Tháp San Antonio                                                             | Di tích              | Olivares | 37°28′40″B 6°11′02″T / 37,477645°B 6,183833°T | RI-51-0011878       | 25-06-1985           | Upload image                                                                                            |
| Quảng trường Villa Olivares Con Nhà thờ Parroquial và Cung điện Conde-duques | Khu phức hợp lịch sử | Olivares | 37°25′07″B 6°09′21″T / 37,418558°B 6,155832°T | RI-53-0000131       | 22-07-1971           | Plaza de la Villa de Olivares Con la Iglesia Parroquial y El Palacio de los Conde-duques · Upload image |

#### Osuna
| Tên                                       | Dạng                 | Địa điểm | Tọa độ                                        | Số hồ sơ tham khảo? | Ngày nhận danh hiệu? | Hình ảnh     |
| ----------------------------------------- | -------------------- | -------- | --------------------------------------------- | ------------------- | -------------------- | ------------ |
| Colegio Đại học Purísima Concepción       | Di tích              | Osuna    | 37°14′16″B 5°05′59″T / 37,237791°B 5,099615°T | RI-51-0011210       | 18-05-2004           | Upload image |
| Quần thể Histórico Ciudad Osuna (Sevilla) | Khu phức hợp lịch sử | Osuna    | 37°14′14″B 5°06′11″T / 37,237222°B 5,103056°T | RI-53-0000086       | 06-07-1967           | Upload image |
| Colegiata Osuna                           | Di tích              | Osuna    | 37°14′21″B 5°06′01″T / 37,239204°B 5,10032°T  | RI-51-0000903       | 03-06-1931           | Upload image |
| Recinto Amurallado (Osuna)                | Di tích              | Osuna    |                                               | RI-51-0008167       | 22-06-1993           | Upload image |
| Tháp Agua (Osuna)                         | Di tích              | Osuna    | 37°14′14″B 5°06′09″T / 37,237213°B 5,102577°T | RI-51-0008168       | 22-06-1993           | Upload image |
| Lâu đài Paredones                         | Di tích              | Osuna    | 37°14′14″B 5°06′07″T / 37,237262°B 5,101966°T | RI-51-0008169       | 22-06-1993           | Upload image |
| Khu vực Urso                              | Khu khảo cổ          | Osuna    | 37°14′32″B 5°05′25″T / 37,242284°B 5,090233°T | RI-55-0000594       | 26-12-2000           | Upload image |

### P

#### Palomares del Río
| Tên                        | Dạng        | Địa điểm          | Tọa độ                                       | Số hồ sơ tham khảo? | Ngày nhận danh hiệu? | Hình ảnh                               |
| -------------------------- | ----------- | ----------------- | -------------------------------------------- | ------------------- | -------------------- | -------------------------------------- |
| Lâu đài (Palomares Río)    | Di tích     | Palomares del Río |                                              | RI-51-0008172       | 22-06-1993           | Upload image                           |
| Baños árabes Palomares Río | Khu khảo cổ | Palomares del Río | 37°19′17″B 6°03′20″T / 37,32126°B 6,055677°T | RI-55-0000617       | 30-04-2001           | Yacimiento Baños Árabes · Upload image |

#### Peñaflor (Sevilla)
| Tên                                   | Dạng        | Địa điểm           | Tọa độ                                        | Số hồ sơ tham khảo? | Ngày nhận danh hiệu? | Hình ảnh     |
| ------------------------------------- | ----------- | ------------------ | --------------------------------------------- | ------------------- | -------------------- | ------------ |
| Lâu đài Toledillo                     | Di tích     | Peñaflor (Sevilla) |                                               | RI-51-0011879       | 25-06-1985           | Upload image |
| Nhà thờ San Pedro (Peñaflor)          | Di tích     | Peñaflor (Sevilla) | 37°42′27″B 5°20′49″T / 37,707554°B 5,346967°T | RI-51-0010699       | 02-10-2001           | Upload image |
| Khu vực Khảo cổ "ciudad Romana Celta" | Khu khảo cổ | Peñaflor (Sevilla) |                                               | RI-55-0000175       | 18-01-1994           | Upload image |
| Lâu đài Đồi Ermita Villadiego         | Di tích     | Peñaflor (Sevilla) |                                               | RI-51-0008173       | 22-06-1993           | Upload image |
| Lâu đài "Almenara"                    | Di tích     | Peñaflor (Sevilla) |                                               | RI-51-0008174       | 22-06-1993           | Upload image |
| Lâu đài (Peñaflor)                    | Di tích     | Peñaflor (Sevilla) |                                               | RI-51-0008175       | 22-06-1993           | Upload image |

#### Pruna
| Tên             | Dạng    | Địa điểm | Tọa độ | Số hồ sơ tham khảo? | Ngày nhận danh hiệu? | Hình ảnh     |
| --------------- | ------- | -------- | ------ | ------------------- | -------------------- | ------------ |
| Lâu đài (Pruna) | Di tích | Pruna    |        | RI-51-0008176       | 22-06-1993           | Upload image |

#### La Puebla de los Infantes
| Tên                       | Dạng    | Địa điểm                  | Tọa độ | Số hồ sơ tham khảo? | Ngày nhận danh hiệu? | Hình ảnh     |
| ------------------------- | ------- | ------------------------- | ------ | ------------------- | -------------------- | ------------ |
| Lâu đài (Puebla Infantes) | Di tích | La Puebla de los Infantes |        | RI-51-0008178       | 22-06-1993           | Upload image |

#### La Puebla del Río
| Tên                    | Dạng    | Địa điểm          | Tọa độ                                      | Số hồ sơ tham khảo? | Ngày nhận danh hiệu? | Hình ảnh                            |
| ---------------------- | ------- | ----------------- | ------------------------------------------- | ------------------- | -------------------- | ----------------------------------- |
| Nhà museo Blas Infante | Di tích | La Puebla del Río | 37°16′33″B 6°03′44″T / 37,275968°B 6,0621°T | RI-51-0011605       | 04-07-2006           | Casa de Blas Infante · Upload image |

### S

#### San Juan de Aznalfarache
| Tên                                        | Dạng    | Địa điểm                 | Tọa độ | Số hồ sơ tham khảo? | Ngày nhận danh hiệu? | Hình ảnh     |
| ------------------------------------------ | ------- | ------------------------ | ------ | ------------------- | -------------------- | ------------ |
| Recinto Amurallado (San Juan Aznalfarache) | Di tích | San Juan de Aznalfarache |        | RI-51-0008181       | 22-06-1993           | Upload image |

#### Sanlúcar la Mayor
| Tên                               | Dạng                        | Địa điểm          | Tọa độ                                        | Số hồ sơ tham khảo? | Ngày nhận danh hiệu? | Hình ảnh                                               |
| --------------------------------- | --------------------------- | ----------------- | --------------------------------------------- | ------------------- | -------------------- | ------------------------------------------------------ |
| Quần thể Histórico Sanlúcar Mayor | Khu phức hợp lịch sử        | Sanlúcar la Mayor | 37°23′09″B 6°12′07″T / 37,385843°B 6,2019°T   | RI-53-0000616       | 14-11-2006           | Conjunto Histórico de Sanlúcar la Mayor · Upload image |
| Nhà thờ San Pedro                 | Di tích Kiến trúc tôn giáo  | Sanlúcar la Mayor | 37°23′00″B 6°12′17″T / 37,38331°B 6,204778°T  | RI-51-0000911       | 03-06-1931           | Iglesia de San Pedro · Upload image                    |
| Nhà thờ Santa María               | Di tích Kiến trúc tôn giáo  | Sanlúcar la Mayor | 37°23′10″B 6°12′06″T / 37,386132°B 6,201786°T | RI-51-0000910       | 03-06-1931           | Iglesia de Santa María · Upload image                  |
| Tường thành Árabes                | Di tích Kiến trúc phòng thủ | Sanlúcar la Mayor | 37°22′55″B 6°12′24″T / 37,381961°B 6,206733°T | RI-51-0008805       | 22-06-1993           | Murallas Árabes · Upload image                         |

#### Santiponce
| Tên                                 | Dạng        | Địa điểm   | Tọa độ                                        | Số hồ sơ tham khảo? | Ngày nhận danh hiệu? | Hình ảnh                                              |
| ----------------------------------- | ----------- | ---------- | --------------------------------------------- | ------------------- | -------------------- | ----------------------------------------------------- |
| Ex-Monastery of San Isidoro Campo   | Di tích     | Santiponce | 37°26′03″B 6°02′12″T / 37,434252°B 6,036582°T | RI-51-0000010       | 10-04-1872           | Ex-monasterio de San Isidoro del Campo · Upload image |
| Tàn tích Recinto Amurallado Itálica | Khu khảo cổ | Santiponce | 37°26′45″B 6°02′50″T / 37,445852°B 6,047208°T | RI-55-0000002       | 13-12-1912           | Upload image                                          |
| Italica                             | Khu khảo cổ | Santiponce | 37°26′28″B 6°02′43″T / 37,441186°B 6,045258°T | RI-55-0000071       | 05-07-1962           | Antigua Ciudad de Itálica · Upload image              |

#### Sevilla
| Tên                                                                                        | Dạng                                                                                         | Địa điểm                                                                  | Tọa độ                                          | Số hồ sơ tham khảo? | Ngày nhận danh hiệu? | Hình ảnh |
| ------------------------------------------------------------------------------------------ | -------------------------------------------------------------------------------------------- | ------------------------------------------------------------------------- | ----------------------------------------------- | ------------------- | -------------------- | --- |
| Almacén Maderas Rey Edificio muy modificado, con adición 2 plantas sobre edificio original | Di tích                                                                                      | Sevilla                                                                   | 37°23′17″B 6°00′06″T / 37,388158°B 6,001732°T   | RI-51-0008187       | 22-06-1993           | Upload image |
| Lưu trữ lịch sử Provincial Sevilla                                                         | Lưu trữ                                                                                      | Sevilla Barrio de Santa Catalina                                          | 37°23′34″B 5°59′21″T / 37,392684°B 5,989061°T   | RI-AR-0000046       | 10-11-1997           | Archivo Histórico Provincial de Sevilla · Upload image                                                                                              |
| Thư viện Pública Estado                                                                    | Biblioteca                                                                                   | Sevilla Avda. María Luisa, 8                                              | 37°22′37″B 5°59′29″T / 37,376932°B 5,991499°T   | RI-BI-0000027       | 25-06-1985           | Upload image |
| Chapel of San José (Sevilla)                                                               | Di tích Kiến trúc tôn giáo Kiểu: Baroque                                                     | Sevilla                                                                   | 37°23′24″B 5°59′41″T / 37,389975°B 5,994824°T   | RI-51-0000105       | 04-09-1912           | Capilla de San José · Upload image |
| Nhà thờ chính tòa Sevilla                                                                  | Di tích Kiến trúc tôn giáo Kiểu: Kiến trúc Gothic                                            | Sevilla                                                                   | 37°23′08″B 5°59′35″T / 37,385694°B 5,993056°T   | RI-51-0000329       | 29-12-1928           | Catedral de Santa María · Upload image |
| Tòa nhà Antigua Đại học Literaria                                                          | Di tích Kiến trúc dân sự                                                                     | Sevilla                                                                   | 37°23′34″B 5°59′35″T / 37,392701°B 5,993018°T   | RI-51-0003802       | 13-02-1969           | Edificio de la Antigua Universidad Literaria · Upload image                                                                                         |
| Nhà Murillo                                                                                | Bảo tàng                                                                                     | Sevilla                                                                   | 37°23′09″B 5°59′20″T / 37,3857256°B 5,9889928°T | RI-MU-0000006       | 08-03-1995           | Museo Casa de Murillo · Upload image |
| Bảo tàng Arte Contemporáneo Sevilla                                                        | Bảo tàng                                                                                     | Sevilla                                                                   | 37°23′54″B 6°00′35″T / 37,398204°B 6,009672°T   | RI-MU-0000007       | 25-06-1985           | Museo de Arte Contemporáneo de Sevilla · Upload image                                                                                               |
| Puente Isabel II                                                                           | Di tích Kiểu: Arquitectura del hierro                                                        | Sevilla                                                                   | 37°23′11″B 6°00′09″T / 37,386285°B 6,002405°T   | RI-51-0004228       | 02-04-1976           | Puente de Isabel II O de Triana · Upload image |
| Alcázar của Sevilla                                                                        | Di tích Conjunto de palacios Kiến trúc: Islamic art, Nghệ thuật Mudejar và Nghệ thuật Gothic | Sevilla                                                                   | 37°23′02″B 5°59′30″T / 37,383833°B 5,991556°T   | RI-51-0001067       | 03-06-1931           | Reales Alcázares · Upload image |
| Antiguos palacios và Jardines Buhaira                                                      | Di tích                                                                                      | Sevilla                                                                   | 37°22′58″B 5°58′43″T / 37,382908°B 5,978738°T   | RI-51-0003867       | 03-02-1972           | Antiguos palacios y Jardines de la Buhaira · Upload image                                                                                           |
| General Archive of the Indies                                                              | Di tích                                                                                      | Sevilla                                                                   | 37°23′05″B 5°59′35″T / 37,384714°B 5,993018°T   | RI-51-0004860       | 20-04-1983           | Edificio del Archivo de Indias · Upload image |
| Nhà thờ San Sebastián (Sevilla)                                                            | Di tích                                                                                      | Sevilla                                                                   | 37°22′29″B 5°59′01″T / 37,374758°B 5,983503°T   | RI-51-0011052       | 11-03-2003           | Iglesia de San Sebastián (Sevilla) · Upload image                                                                                                   |
| Walls of Seville                                                                           | Di tích                                                                                      | Sevilla                                                                   | 37°24′07″B 5°59′12″T / 37,4019356°B 5,9865818°T | RI-51-0012245       | 25-06-1985           | Muralla urbana (Sevilla) · Upload image |
| Tu viện Terceros Franciscanos                                                              | Di tích                                                                                      | Sevilla                                                                   | 37°23′38″B 5°59′15″T / 37,394016°B 5,987606°T   | RI-51-0010710       | 13-11-2001           | Iglesia de Nuestra Señora de la Consolación, antiguo convento de los Terceros Franciscanos y restos del Palacio de los Ponce de León · Upload image |
| Corral Conde                                                                               | Di tích                                                                                      | Sevilla                                                                   | 37°23′31″B 5°59′12″T / 37,39195°B 5,986721°T    | RI-51-0004389       | 16-11-1979           | Corral del Conde · Upload image |
| Posada Lucero                                                                              | Di tích                                                                                      | Sevilla                                                                   | 37°22′58″B 5°59′47″T / 37,38264°B 5,9962951°T   | RI-51-0004422       | 14-03-1980           | Upload image |
| Tu viện Santa Inés                                                                         | Di tích                                                                                      | Sevilla                                                                   | 37°23′36″B 5°59′23″T / 37,393212°B 5,989655°T   | RI-51-0004792       | 25-01-1983           | Convento de Santa Inés · Upload image |
| Nhà thờ San Luis Franceses (Sevilla)                                                       | Di tích                                                                                      | Sevilla                                                                   | 37°23′51″B 5°59′16″T / 37,397549°B 5,987877°T   | RI-51-0001201       | 05-04-1946           | Templo de San Luis · Upload image |
| Tòa nhà Antiguas Atarazanas Reales hoy Maestranza Artillería                               | Di tích                                                                                      | Sevilla                                                                   | 37°23′04″B 5°59′45″T / 37,384506°B 5,995927°T   | RI-51-0003803       | 13-03-1969           | Edificio de las Antiguas Atarazanas Reales hoy Maestranza de Artillería · Upload image                                                              |
| Nhà Número 1 calle Fabiola                                                                 | Di tích                                                                                      | Sevilla                                                                   | 37°23′15″B 5°59′22″T / 37,387465°B 5,989524°T   | RI-51-0004884       | 23-05-1983           | Casa Número 1 de la calle de Fabiola · Upload image                                                                                                 |
| Cung điện Mañara                                                                           | Di tích                                                                                      | Sevilla                                                                   | 37°23′17″B 5°59′12″T / 37,388056°B 5,986667°T   | RI-51-0004832       | 16-03-1983           | Palacio de Don Miguel de Mañara · Upload image |
| Quảng trường toros Real Maestranza Caballería Sevilla                                      | Di tích                                                                                      | Sevilla                                                                   | 37°23′08″B 5°59′56″T / 37,385672°B 5,998976°T   | RI-51-0004993       | 07-12-1983           | Plaza de Toros de la Maestranza · Upload image |
| Trạm Quảng trường Armas (MZA)                                                              | Di tích                                                                                      | Sevilla                                                                   | 37°23′28″B 6°00′09″T / 37,39121°B 6,002429°T    | RI-51-0005396       | 08-11-1990           | Estación de Ferrocarriles de la Plaza de Armas · Upload image                                                                                       |
| Cung điện Condes Santa Coloma                                                              | Di tích                                                                                      | Sevilla                                                                   | 37°23′57″B 5°59′48″T / 37,39909°B 5,996717°T    | RI-51-0003800       | 12-12-1968           | Casa-palacio de los Condes de Santa Coloma · Upload image                                                                                           |
| Bệnh viện Nuestra Señora Paz (Sevilla)                                                     | Di tích                                                                                      | Sevilla                                                                   | 37°23′24″B 5°59′36″T / 37,390032°B 5,99325°T    | RI-51-0004531       | 30-10-1981           | Hospital de Nuestra Señora de la Paz · Upload image                                                                                                 |
| Cung điện Altamira Sevilla                                                                 | Di tích                                                                                      | Sevilla                                                                   | 37°23′12″B 5°59′16″T / 37,386733°B 5,987769°T   | RI-51-0005405       | 08-11-1990           | Palacio de Altamira · Upload image |
| Quảng trường España (Seville)                                                              | Di tích                                                                                      | Sevilla                                                                   | 37°22′39″B 5°59′09″T / 37,377525°B 5,985811°T   | RI-51-0003936       | 03-05-1974           | Edificio de la Antigua Capitanía General · Upload image                                                                                             |
| Nhà Columnas Triana                                                                        | Di tích                                                                                      | Sevilla                                                                   | 37°22′59″B 6°00′01″T / 37,383134°B 6,000238°T   | RI-51-0006985       | 08-11-1990           | Casa de las Columnas de Triana · Upload image |
| Nhà thờ San Jacinto (Sevilla)                                                              | Di tích                                                                                      | Sevilla                                                                   | 37°23′00″B 6°00′19″T / 37,383426°B 6,005204°T   | RI-51-0005403       | 08-11-1990           | Iglesia Parroquial de San Jacinto · Upload image |
| Nhà Rey Moro                                                                               | Di tích                                                                                      | Sevilla                                                                   | 37°23′39″B 5°59′15″T / 37,394215°B 5,987385°T   | RI-51-0010650       | 22-05-2001           | Upload image |
| Jardines Delicias Arjona (Sevilla)                                                         | Di tích                                                                                      | Sevilla                                                                   | 37°22′17″B 5°59′23″T / 37,371389°B 5,989722°T   | RI-51-0000083       | 18-05-2004           | Parque de las Delicias · Upload image |
| Chapel of Antiguo Seminario Santa María Jesús                                              | Di tích                                                                                      | Sevilla                                                                   | 37°22′58″B 5°59′36″T / 37,382872°B 5,993351°T   | RI-51-0000079       | 08-05-1901           | Capilla del Antiguo Seminario Santa María de Jesús · Upload image                                                                                   |
| Walls of Seville                                                                           | Di tích                                                                                      | Sevilla                                                                   | 37°24′07″B 5°59′12″T / 37,401976°B 5,986553°T   | RI-51-0000093       | 11-01-1908           | Murallas Comprendidas entre la Puerta de Córdoba y la Macarena · Upload image                                                                       |
| Church of Santa Catalina (Sevilla)                                                         | Di tích                                                                                      | Sevilla                                                                   | 37°23′35″B 5°59′18″T / 37,393081°B 5,988206°T   | RI-51-0000104       | 04-09-1912           | Iglesia de Santa Catalina (Sevilla) · Upload image                                                                                                  |
| Bảo tàng Carruajes (Sevilla)                                                               | Di tích                                                                                      | Sevilla                                                                   | 37°22′46″B 5°59′49″T / 37,379376°B 5,996883°T   | RI-51-0000356       | 09-02-1931           | Ex-convento de los Remedios · Upload image |
| Tháp Oro                                                                                   | Di tích                                                                                      | Sevilla                                                                   | 37°22′57″B 5°59′47″T / 37,382378°B 5,996283°T   | RI-51-0000887       | 03-06-1931           | Torre del Oro · Upload image |
| Tháp don Fadrique (Sevilla)                                                                | Di tích                                                                                      | Sevilla                                                                   | 37°24′02″B 5°59′44″T / 37,400607°B 5,995591°T   | RI-51-0000888       | 03-06-1931           | Torre de Don Fadrique · Upload image |
| Nhà Pilatos                                                                                | Di tích                                                                                      | Sevilla                                                                   | 37°23′24″B 5°59′14″T / 37,389962°B 5,987204°T   | RI-51-0000889       | 03-06-1931           | Casa de Pilatos · Upload image |
| Cung điện Dueñas                                                                           | Di tích                                                                                      | Sevilla                                                                   | 37°23′41″B 5°59′21″T / 37,394722°B 5,989167°T   | RI-51-0000890       | 03-06-1931           | Casa de las Dueñas · Upload image |
| Nhà Olea                                                                                   | Di tích                                                                                      | Sevilla                                                                   | 37°23′15″B 5°59′27″T / 37,387371°B 5,9907°T     | RI-51-0000891       | 03-06-1931           | Casa de Olea · Upload image |
| Tòa thị chính Sevilla                                                                      | Di tích                                                                                      | Sevilla                                                                   | 37°23′19″B 5°59′41″T / 37,388676°B 5,99469°T    | RI-51-0000892       | 03-06-1931           | Antigua Casa Consistorial · Upload image |
| Tu viện Santa Paula                                                                        | Di tích                                                                                      | Sevilla                                                                   | 37°23′46″B 5°59′08″T / 37,396237°B 5,985665°T   | RI-51-0000893       | 03-06-1931           | Convento de Santa Paula · Upload image |
| Capilla Encarnación Señor, antigua Universidad                                             | Di tích                                                                                      | Sevilla                                                                   | 37°23′34″B 5°59′33″T / 37,392712°B 5,992498°T   | RI-51-0000894       | 03-06-1931           | Capilla de la Encarnación del Señor, de la antigua Universidad · Upload image                                                                       |
| Bệnh viện Cinco Llagas                                                                     | Di tích                                                                                      | Sevilla                                                                   | 37°24′16″B 5°59′18″T / 37,404352°B 5,98843°T    | RI-51-0000895       | 03-06-1931           | Hospital de la Sangre · Upload image |
| Nhà thờ Santa Ana (Sevilla)                                                                | Di tích                                                                                      | Sevilla                                                                   | 37°22′58″B 6°00′02″T / 37,382778°B 6,000555°T   | RI-51-0000896       | 03-06-1931           | Iglesia de Santa Ana, de Triana · Upload image |
| Nhà thờ Santa Marina (Sevilla)                                                             | Di tích                                                                                      | Sevilla                                                                   | 37°23′56″B 5°59′17″T / 37,398955°B 5,987995°T   | RI-51-0000897       | 03-06-1931           | Iglesia de Santa Marina (Sevilla) · Upload image |
| Nhà thờ San Marcos (Sevilla)                                                               | Di tích                                                                                      | Sevilla                                                                   | 37°23′47″B 5°59′16″T / 37,396295°B 5,987689°T   | RI-51-0000898       | 03-06-1931           | Iglesia de San Marcos (Sevilla) · Upload image |
| Nhà thờ Omnium Sanctorum (Sevilla)                                                         | Di tích                                                                                      | Sevilla                                                                   | 37°23′57″B 5°59′29″T / 37,399163°B 5,991479°T   | RI-51-0000899       | 03-06-1931           | Iglesia de Omnium Sanctorum · Upload image |
| Nhà thờ San Gil (Sevilla)                                                                  | Di tích                                                                                      | Sevilla                                                                   | 37°24′08″B 5°59′22″T / 37,402099°B 5,98954°T    | RI-51-0000900       | 03-06-1931           | Iglesia de San Gil (Sevilla) · Upload image |
| Museum of Fine Arts of Seville                                                             | Di tích                                                                                      | Sevilla                                                                   | 37°23′33″B 5°59′59″T / 37,392632°B 5,999694°T   | RI-51-0001116       | 12-03-1942           | Museo Provincial de Pintura · Upload image |
| Nhà Pinelo                                                                                 | Di tích                                                                                      | Sevilla                                                                   | 37°23′16″B 5°59′28″T / 37,387702°B 5,991183°T   | RI-51-0001244       | 05-02-1954           | Casa de los Pinelo · Upload image |
| Nhà thờ Colegio S. Hermenegildo                                                            | Di tích                                                                                      | Sevilla                                                                   | 37°23′39″B 5°59′46″T / 37,394179°B 5,996134°T   | RI-51-0001266       | 13-05-1959           | Iglesia del Colegio de S. Hermenegildo · Upload image                                                                                               |
| Real Fábrica Tabacos                                                                       | Di tích                                                                                      | Sevilla                                                                   | 37°22′53″B 5°59′26″T / 37,381336°B 5,990545°T   | RI-51-0001267       | 13-05-1959           | Real Fábrica de Tabacos hoy Universidad Central · Upload image                                                                                      |
| Archeological Museum of Seville                                                            | Di tích                                                                                      | Sevilla                                                                   | 37°22′15″B 5°59′14″T / 37,370833°B 5,987222°T   | RI-51-0001402       | 01-03-1962           | Museo Arqueológico Provincial (Sevilla) · Upload image                                                                                              |
| Museum of Fine Arts of Seville                                                             | Di tích                                                                                      | Sevilla                                                                   | 37°23′33″B 5°59′59″T / 37,3925°B 5,999722°T     | RI-51-0001403       | 01-03-1962           | Museo de Bellas Artes (Sevilla) · Upload image |
| Cung điện Audiencia                                                                        | Di tích                                                                                      | Sevilla                                                                   | 37°23′20″B 5°59′38″T / 37,388966°B 5,993983°T   | RI-51-0001459       | 12-12-1963           | Palacio de la Audiencia · Upload image |
| Tàn tích Antiguo Convento San Agustín (Tu viện và Refectorio)                              | Di tích                                                                                      | Sevilla                                                                   |                                                 | RI-51-0001615       | 27-08-1964           | Upload image |
| Nhà thờ San Benito Calzada                                                                 | Di tích                                                                                      | Sevilla                                                                   | 37°23′16″B 5°58′46″T / 37,387769°B 5,979574°T   | RI-51-0001616       | 27-08-1964           | Iglesia de San Benito de la Calzada · Upload image                                                                                                  |
| Via Crucis to the Cruz Campo                                                               | Di tích                                                                                      | Sevilla                                                                   | 37°23′16″B 5°58′00″T / 37,387657°B 5,966681°T   | RI-51-0001617       | 27-08-1964           | Templete de la Cruz del Campo · Upload image |
| Tu viện Santísima Trinidad (Sevilla)                                                       | Di tích                                                                                      | Sevilla                                                                   |                                                 | RI-51-0001618       | 27-08-1964           | Convento de la Santísima Trinidad (Sevilla) · Upload image                                                                                          |
| Tu viện Capuchinos                                                                         | Di tích                                                                                      | Sevilla                                                                   | 37°24′03″B 5°59′05″T / 37,400813°B 5,984679°T   | RI-51-0001619       | 27-08-1964           | Convento de Capuchinos · Upload image |
| Bệnh viện San Lázaro (Sevilla)                                                             | Di tích                                                                                      | Sevilla                                                                   | 37°24′52″B 5°58′56″T / 37,4144054°B 5,9822086°T | RI-51-0001620       | 27-08-1964           | Hospital de San Lázaro · Upload image |
| Templete và Tu viện San Jerónimo                                                           | Di tích                                                                                      | Sevilla                                                                   | 37°25′25″B 5°59′12″T / 37,423675°B 5,986539°T   | RI-51-0001621       | 27-08-1964           | Templete y Monasterio de San Jerónimo · Upload image                                                                                                |
| Monastery of Santa Maria Cuevas                                                            | Di tích                                                                                      | Sevilla                                                                   | 37°23′55″B 6°00′32″T / 37,398611°B 6,008889°T   | RI-51-0001622       | 27-08-1964           | Cartuja de Santa María de las Cuevas · Upload image                                                                                                 |
| Cung điện Condes Nhà Galindo                                                               | Di tích                                                                                      | Sevilla                                                                   | 37°23′35″B 5°59′59″T / 37,393172°B 5,999846°T   | RI-51-0003798       | 27-06-1968           | Upload image |
| Palace of San Telmo                                                                        | Di tích                                                                                      | Sevilla                                                                   | 37°22′49″B 5°59′37″T / 37,380221°B 5,993522°T   | RI-51-0003794       | 06-04-1968           | Palacio de San Telmo con el Jardín contiguo al mismo · Upload image                                                                                 |
| Nhà thờ San Esteban (Sevilla)                                                              | Di tích                                                                                      | Sevilla                                                                   | 37°23′23″B 5°59′10″T / 37,389788°B 5,986223°T   | RI-51-0003799       | 16-08-1968           | Iglesia de San Esteban (Sevilla) · Upload image |
| Archbishop's Palace, Seville                                                               | Di tích                                                                                      | Sevilla                                                                   | 37°23′11″B 5°59′31″T / 37,386359°B 5,992079°T   | RI-51-0003811       | 17-07-1969           | Palacio arzobispal (Sevilla) · Upload image |
| Tu viện và Nhà thờ Madre Dios                                                              | Di tích                                                                                      | Sevilla                                                                   | 37°23′16″B 5°59′21″T / 37,387699°B 5,989222°T   | RI-51-0003861       | 08-07-1971           | Convento e Iglesia de la Madre de Dios · Upload image                                                                                               |
| Real tu viện San Clemente (Sevilla)                                                        | Di tích                                                                                      | Sevilla                                                                   | 37°24′09″B 5°59′42″T / 37,40239°B 5,995133°T    | RI-51-0003836       | 19-12-1969           | Monasterio. Real Monasterio de San Clemente · Upload image                                                                                          |
| Tu viện Santa Clara (Sevilla)                                                              | Di tích                                                                                      | Sevilla                                                                   | 37°24′01″B 5°59′47″T / 37,400247°B 5,996411°T   | RI-51-0003837       | 15-01-1970           | Convento de Santa Clara (Sevilla) · Upload image |
| Tu viện Santa María Socorro (Sevilla)                                                      | Di tích                                                                                      | Sevilla                                                                   | 37°23′44″B 5°59′14″T / 37,395486°B 5,987321°T   | RI-51-0003840       | 12-03-1970           | Convento de Santa María del Socorro · Upload image                                                                                                  |
| Real Nhà Moneda (Sevilla)                                                                  | Di tích                                                                                      | Sevilla                                                                   | 37°22′57″B 5°59′40″T / 37,382454°B 5,994356°T   | RI-51-0003843       | 21-03-1970           | Real Casa de la Moneda · Upload image |
| Santa María Magdalena, Seville                                                             | Di tích                                                                                      | Sevilla                                                                   | 37°23′25″B 5°59′55″T / 37,390278°B 5,998611°T   | RI-51-0003850       | 24-07-1970           | Iglesia de la Magdalena y Capilla de la Hermandad de Ntra. Sra. la Antigua · Upload image                                                           |
| Bệnh viện Venerables                                                                       | Di tích                                                                                      | Sevilla                                                                   | 37°23′06″B 5°59′25″T / 37,385121°B 5,990294°T   | RI-51-0003854       | 31-12-1970           | Hospital de Venerables Sacerdotes · Upload image |
| Teatro Coliseo España                                                                      | Di tích                                                                                      | Sevilla                                                                   | 37°23′00″B 5°59′38″T / 37,383364°B 5,993877°T   | RI-51-0003857       | 04-03-1971           | Teatro Coliseo de España · Upload image |
| Nhà thờ Salvador (Sevilla)                                                                 | Di tích                                                                                      | Sevilla                                                                   | 37°23′24″B 5°59′34″T / 37,389927°B 5,992916°T   | RI-51-0005055       | 05-02-1985           | Colegiata del Divino Salvador · Upload image |
| Palace of the Countess of Lebrija                                                          | Di tích                                                                                      | Sevilla                                                                   | 37°23′32″B 5°59′38″T / 37,392138°B 5,993857°T   | RI-51-0005010       | 27-06-1968           | Casa-palacio de la Condesa de Lebrija · Upload image                                                                                                |
| Patio Antiguo Convento San Acasio                                                          | Di tích                                                                                      | Sevilla                                                                   | 37°23′30″B 5°59′42″T / 37,391707°B 5,995135°T   | RI-51-0005402       | 13-06-1995           | Upload image |
| Nhà thờ San Isidoro (Sevilla)                                                              | Di tích                                                                                      | Sevilla                                                                   | 37°23′21″B 5°59′27″T / 37,389304°B 5,990928°T   | RI-51-0005380       | 25-07-1995           | Iglesia de San Isidoro (Sevilla) · Upload image |
| Tu viện Santa Rosalía                                                                      | Di tích                                                                                      | Sevilla                                                                   |                                                 | RI-51-0007297       | 07-07-1992           | Convento de Santa Rosalía · Upload image |
| Bệnh viện Caridad (Sevilla)                                                                | Di tích                                                                                      | Sevilla                                                                   | 37°23′03″B 5°59′44″T / 37,384139°B 5,995556°T   | RI-51-0007326       | 04-08-1992           | Iglesia y hospital de la Santa Caridad · Upload image                                                                                               |
| Tháp Plata                                                                                 | Di tích                                                                                      | Sevilla                                                                   | 37°22′59″B 5°59′44″T / 37,383178°B 5,995457°T   | RI-51-0008182       | 22-06-1993           | Torre de la Plata · Upload image |
| Tháp Cortijo "el Cuarto"                                                                   | Di tích                                                                                      | Sevilla                                                                   | 37°19′16″B 5°58′28″T / 37,321237°B 5,974403°T   | RI-51-0008183       | 22-06-1993           | Upload image |
| Tháp Abd Aziz                                                                              | Di tích                                                                                      | Sevilla                                                                   | 37°23′03″B 5°59′37″T / 37,384033°B 5,993549°T   | RI-51-0008184       | 22-06-1993           | Torre de Abdelazis · Upload image |
| Jardines Murillo                                                                           | Jardín histórico                                                                             | Sevilla                                                                   | 37°23′04″B 5°59′15″T / 37,384444°B 5,9875°T     | RI-52-0000058       | 12-03-2002           | Los Jardines de murillo y Paseo de Santa Catalina de Ribera · Upload image                                                                          |
| Ampliación Quần thể Histórico Artístico Sevilla                                            | Khu phức hợp lịch sử                                                                         | Sevilla                                                                   |                                                 | RI-53-0000051       | 02-11-1990           | Upload image |
| Maria Luisa Park                                                                           | Jardín histórico                                                                             | Sevilla                                                                   | 37°22′29″B 5°59′21″T / 37,37475°B 5,989207°T    | RI-52-0000040       | 01-06-1983           | Jardín de El Parque de María Luisa · Upload image                                                                                                   |
| Jardines Reales Alcázares                                                                  | Jardín histórico                                                                             | Sevilla                                                                   | 37°22′58″B 5°59′21″T / 37,382734°B 5,989207°T   | RI-52-0000012       | 03-06-1931           | Jardines de los Reales Alcázares · Upload image |
| Cortijo Miraflores và Huerta Albarrana                                                     | Khu khảo cổ                                                                                  | Sevilla                                                                   | 37°25′09″B 5°57′41″T / 37,419151°B 5,96134°T    | RI-55-0000227       | 02-04-1996           | Upload image |
| Arco Plata hay Mañara                                                                      | Di tích                                                                                      | Sevilla                                                                   | 37°23′02″B 5°59′36″T / 37,383818°B 5,993383°T   | RI-51-0008185       | 22-06-1993           | Arco de la Plata o de Mañara · Upload image |
| Postigo Aceite                                                                             | Di tích                                                                                      | Sevilla                                                                   | 37°23′07″B 5°59′42″T / 37,38523°B 5,994972°T    | RI-51-0008186       | 22-06-1993           | Postigo del Aceite · Upload image |
| Lâu đài San Jorge hay Inquisición                                                          | Di tích                                                                                      | Sevilla                                                                   | 37°23′09″B 6°00′12″T / 37,385967°B 6,003333°T   | RI-51-0008188       | 22-06-1993           | Castillo de San Jorge o de la Inquisición · Upload image                                                                                            |
| Real Fábrica Artillería                                                                    | Di tích Fábrica                                                                              | Sevilla                                                                   | 37°23′03″B 5°58′55″T / 37,384128°B 5,981863°T   | RI-51-0008189       | 16-11-2001           | Real Fábrica de Artillería · Upload image |
| Tháp Hacienda Miraflores                                                                   | Di tích                                                                                      | Sevilla                                                                   | 37°25′02″B 5°57′41″T / 37,417246°B 5,961495°T   | RI-51-0008190       | 22-06-1993           | Torre de la Hacienda Miraflores · Upload image |
| Tháp Hacienda su Eminencia                                                                 | Di tích                                                                                      | Sevilla                                                                   | 37°22′35″B 5°56′31″T / 37,376394°B 5,941945°T   | RI-51-0008191       | 22-06-1993           | Torre de la Hacienda de su Eminencia · Upload image                                                                                                 |
| Tu viện Carmen                                                                             | Di tích                                                                                      | Sevilla                                                                   | 37°23′45″B 6°00′01″T / 37,395964°B 6,000174°T   | RI-51-0008675       | 30-11-1993           | Upload image |
| Antiguo Hospicio Provincial và Capilla Doméstica                                           | Di tích                                                                                      | Sevilla                                                                   | 37°23′53″B 5°59′17″T / 37,398149°B 5,98801°T    | RI-51-0009013       | 11-10-1994           | Antiguo Hospicio Provincial y Capilla Doméstica · Upload image                                                                                      |
| Nhà thờ Santa María Nieves (Sevilla)                                                       | Di tích                                                                                      | Sevilla                                                                   | 37°23′11″B 5°59′15″T / 37,38643°B 5,987372°T    | RI-51-0009126       | 25-07-1995           | Iglesia Parroquial de Santa María la Blanca (Sevilla) · Upload image                                                                                |
| Tu viện San Leandro                                                                        | Di tích                                                                                      | Sevilla                                                                   | 37°23′27″B 5°59′17″T / 37,390844°B 5,988159°T   | RI-51-0009127       | 29-08-1995           | Convento de San Leandro · Upload image |
| Baños Reina Mora                                                                           | Di tích                                                                                      | Sevilla C/ Jesús nº 27 y 29, C/ Baños y Miguel del Cid nº 14, 16, 18,y 20 | 37°23′44″B 5°59′56″T / 37,395567°B 5,998797°T   | RI-51-0009274       | 12-03-1996           | Upload image |

### U

#### Umbrete
| Tên                          | Dạng    | Địa điểm                         | Tọa độ                                        | Số hồ sơ tham khảo? | Ngày nhận danh hiệu? | Hình ảnh                                     |
| ---------------------------- | ------- | -------------------------------- | --------------------------------------------- | ------------------- | -------------------- | -------------------------------------------- |
| Cung điện arzobispal Umbrete | Di tích | Umbrete Plaza del Arzobispo nº 1 | 37°22′12″B 6°09′25″T / 37,369934°B 6,157036°T | RI-51-0009066       | 01-03-1995           | Palacio Arzobispal de Umbrete · Upload image |

#### Utrera
| Tên                                                | Dạng                                              | Địa điểm | Tọa độ                                        | Số hồ sơ tham khảo? | Ngày nhận danh hiệu? | Hình ảnh                                                    |
| -------------------------------------------------- | ------------------------------------------------- | -------- | --------------------------------------------- | ------------------- | -------------------- | ----------------------------------------------------------- |
| Nhà thờ Santa María Mesa (Utrera) Nhà thờ Asunción | Di tích Kiến trúc tôn giáo Kiểu: Kiến trúc Gothic | Utrera   | 37°10′46″B 5°46′50″T / 37,179444°B 5,780556°T | RI-51-0004340       | 20-02-1979           | Iglesia Parroquial de Santa María de la Mesa · Upload image |
| Tháp Bollo                                         | Di tích Kiến trúc phòng thủ Tháp                  | Utrera   |                                               | RI-51-0008195       | 22-06-1993           | Torre de El Bollo · Upload image                            |
| Tháp Lopera                                        | Di tích Kiến trúc phòng thủ Tháp                  | Utrera   | 36°58′28″B 5°38′02″T / 36,974552°B 5,63382°T  | RI-51-0008196       | 22-06-1993           | Torre de Lopera · Upload image                              |
| Utrera                                             | Khu phức hợp lịch sử                              | Utrera   | 37°10′44″B 5°46′58″T / 37,179026°B 5,78267°T  | RI-53-0000544       | 05-03-2002           | Utrera · Upload image                                       |
| Nhà thờ Santuario Consolación                      | Di tích                                           | Utrera   | 37°11′31″B 5°46′50″T / 37,192083°B 5,780556°T | RI-51-0004679       | 24-07-1982           | Iglesia Santuario de la Consolación · Upload image          |
| Nhà thờ Santiago Mayor (Utrera)                    | Di tích                                           | Utrera   | 37°32′16″B 5°04′46″T / 37,537778°B 5,079444°T | RI-51-0004239       | 03-12-1976           | Iglesia Parroquial de Santiago El Mayor · Upload image      |
| Nhà Cung điện ở Calle María Auxiliadora 71         | Di tích                                           | Utrera   |                                               | RI-51-0004246       | 13-05-1977           | Upload image                                                |
| Nhà thờ Convento Madres Carmelitas                 | Di tích                                           | Utrera   | 37°10′50″B 5°46′58″T / 37,180556°B 5,782778°T | RI-51-0004304       | 01-12-1978           | Upload image                                                |
| Puente Alcantarilla                                | Di tích                                           | Utrera   |                                               | RI-51-0000914       | 03-06-1931           | Upload image                                                |
| Recinto Amurallado con Cổng Villa                  | Di tích                                           | Utrera   |                                               | RI-51-0008192       | 22-06-1993           | Upload image                                                |
| Lâu đài (Utrera)                                   | Di tích                                           | Utrera   | 37°10′51″B 5°47′03″T / 37,180972°B 5,784028°T | RI-51-0008193       | 22-06-1993           | Castillo (Utrera) · Upload image                            |
| Tháp Águila                                        | Di tích                                           | Utrera   | 37°03′09″B 5°45′07″T / 37,052421°B 5,751866°T | RI-51-0008194       | 22-06-1993           | Torre del Águila · Upload image                             |
| Tháp Alocaz                                        | Di tích                                           | Utrera   | 36°59′22″B 5°49′49″T / 36,989444°B 5,830278°T | RI-51-0008197       | 22-06-1993           | Torre Alocaz · Upload image                                 |
| Tháp Ventosilla                                    | Di tích                                           | Utrera   | 37°05′05″B 5°45′23″T / 37,084598°B 5,756504°T | RI-51-0008198       | 22-06-1993           | Torre de la Ventosilla · Upload image                       |
| Tháp Troya                                         | Di tích                                           | Utrera   |                                               | RI-51-0008199       | 22-06-1993           | Upload image                                                |
| Tháp Matrera                                       | Di tích                                           | Utrera   |                                               | RI-51-0008200       | 22-06-1993           | Upload image                                                |
| Pháo đài Alcantarilla                              | Di tích                                           | Utrera   |                                               | RI-51-0008201       | 22-06-1993           | Upload image                                                |
| Nhà Cuartel Guardia Civil (Utrera)                 | Di tích                                           | Utrera   | 37°10′48″B 5°47′05″T / 37,18008°B 5,784861°T  | RI-51-0008202       | 22-06-1993           | Upload image                                                |

### V

#### Valencina de la Concepción
| Tên               | Dạng                 | Địa điểm                   | Tọa độ                                        | Số hồ sơ tham khảo? | Ngày nhận danh hiệu? | Hình ảnh                             |
| ----------------- | -------------------- | -------------------------- | --------------------------------------------- | ------------------- | -------------------- | ------------------------------------ |
| Dolmen Pastora    | Di tích Beehive tomb | Valencina de la Concepción | 37°24′47″B 6°03′52″T / 37,413185°B 6,064485°T | RI-51-0000912       | 03-06-1931           | Cueva de la Pastora · Upload image   |
| Hang Matarrubilla | Di tích Mộ đá        | Valencina de la Concepción | 37°24′20″B 6°04′11″T / 37,405488°B 6,069754°T | RI-51-0000913       | 03-06-1931           | Cueva de Matarrubilla · Upload image |

#### Villamanrique de la Condesa
| Tên                             | Dạng                     | Địa điểm                    | Tọa độ                                        | Số hồ sơ tham khảo? | Ngày nhận danh hiệu? | Hình ảnh                          |
| ------------------------------- | ------------------------ | --------------------------- | --------------------------------------------- | ------------------- | -------------------- | --------------------------------- |
| Cung điện Villamanrique Condesa | Di tích Kiến trúc dân sự | Villamanrique de la Condesa | 37°14′47″B 6°18′20″T / 37,246264°B 6,305556°T | RI-51-0005264       | 12-05-1998           | Palacio de Orleans · Upload image |

#### Villanueva del Ariscal
| Tên             | Dạng    | Địa điểm               | Tọa độ                                        | Số hồ sơ tham khảo? | Ngày nhận danh hiệu? | Hình ảnh     |
| --------------- | ------- | ---------------------- | --------------------------------------------- | ------------------- | -------------------- | ------------ |
| Bodegas Góngora | Di tích | Villanueva del Ariscal | 37°23′45″B 6°08′41″T / 37,395907°B 6,144695°T | RI-51-0011060       | 19-10-2004           | Upload image |

#### Villanueva del Río y Minas
| Tên                     | Dạng    | Địa điểm                         | Tọa độ                                        | Số hồ sơ tham khảo? | Ngày nhận danh hiệu? | Hình ảnh                         |
| ----------------------- | ------- | -------------------------------- | --------------------------------------------- | ------------------- | -------------------- | -------------------------------- |
| Munigua                 | Di tích | Villanueva del Río y Minas Mulva | 37°42′47″B 5°44′29″T / 37,713098°B 5,741383°T | RI-51-0000915       | 03-06-1931           | Castillo de Mulva · Upload image |
| Lâu đài Đồi Encarnación | Di tích | Villanueva del Río y Minas       |                                               | RI-51-0008203       | 22-06-1993           | Upload image                     |